# Arnold Mitchell
Arnold Mitchell (* 1. Dezember 1929 in Rotherham; † 19. Oktober 2014) war ein englischer Fußballspieler.

## Sportlicher Werdegang
Mitchell stand zunächst bei Sheffield Wednesday, Derby County und Nottingham Forest unter Vertrag. Als Forest im Sommer 1951 in die Second Division aufstieg, war er im Saisonverlauf ohne Meisterschaftsspiel geblieben. Daraufhin wechselte er innerhalb der Football League zu Exeter City und blieb damit in der untersten englischen Profiliga. In den folgenden Jahren spielte er mit dem Klub in der Football League Third Division South bzw. nach Einführung der Fourth Division als neuer vierten Spielklasse jeweils in der untersten Profiliga. 1964 führte er den Klub als Mannschaftskapitän in die Third Division, verpasste aber mit der Mannschaft 1966 den Klassenerhalt. Anschließend wollte er bei Taunton Town in der Western Football League seine Karriere ausklingen lassen, musste aber dort nach einem Wadenbeinbruch frühzeitig die Fußballschuhe an den Nagel hängen.